# 虫不知
《蟲不知》是一部2005年7月上映的香港喜劇電影，由當時的新人梁洛施主演。故事描述一群年輕少年個個特異功能，其中打繞在一位活潑十足的女孩小月擁有與昆蟲溝通的超能力。該劇運用不少特效動畫完成，是一部結合動畫與真人的電影，由英皇電影製作，導演為羅志良。

## 劇情
少女小月（梁洛施飾）擁有跟昆蟲溝通的能力，後來她也認識了一眾跟她一樣有著超能力的朋友，他們都由一個青春永葆的姑姑（鍾欣桐飾）帶領著。小月一直都暗戀比她大幾歲的高原（陳柏霖飾），她的小昆蟲葛吱一直鼓勵她出動表達愛意，小月也按著葛吱給她的方式接近高原，可是事與願違，高原拒絕了她。十分生氣的小月遷怒於葛吱，葛吱與它的昆蟲朋友們都意想不到人類的複雜行為便就此失踪，小月也從此聽不到了昆蟲的話語。自然界忽然出現了大變化，姑姑召集所有擁有超能力的少年，尋找小昆蟲們……

## 獎項
| 頒獎典禮             | 獎項       | 名單   | 結果 |
| -------------------- | ---------- | ------ | ---- |
| 第25屆香港電影金像獎 | 最佳新演員 | 梁洛施 | 提名 |
| 第42屆金馬獎         | 最佳新演員 | 梁洛施 | 提名 |

## 外部連結
- 英皇電影網頁 （页面存档备份，存于）
- Yahoo奇摩電影上《虫不知》的資料（繁體中文）
- 開眼電影網上《虫不知》的資料（繁體中文）
- 香港影庫上《虫不知》的資料（繁體中文）
- 豆瓣电影上《虫不知》的資料 （简体中文）
- 时光网上《虫不知》的資料（简体中文）
- AllMovie上《虫不知》的资料（英文）
- 爛番茄上《虫不知》的資料（英文）
- 互联网电影数据库（IMDb）上《虫不知》的资料（英文）